# Leichtathletik-Weltmeisterschaften 2009/Teilnehmer (Marokko)
| Gelbes Symbol für Goldmedaillen mit stilisierten Olympischen Ringen | Graues Symbol für Silbermedaillen mit stilisierten Olympischen Ringen | Braundes Symbol für Bronzemedaillen mit stilisierten Olympischen Ringen |
| ------------------------------------------------------------------- | --------------------------------------------------------------------- | ----------------------------------------------------------------------- |
| —                                                                   | —                                                                     | —                                                                       |

Der marokkanische Leichtathletik-Verband stellte 20 Athleten bei den Leichtathletik-Weltmeisterschaften 2009 in Berlin.

## Ergebnisse

### Männer

#### Laufdisziplinen
| Athlet                 | Disziplin        | Vorlauf      | Vorlauf | Viertelfinale      | Viertelfinale      | Halbfinale         | Halbfinale         | Finale             | Finale             |
| Athlet                 | Disziplin        | Zeit         | Platz   | Zeit               | Platz              | Zeit               | Platz              | Zeit               | Platz              |
| ---------------------- | ---------------- | ------------ | ------- | ------------------ | ------------------ | ------------------ | ------------------ | ------------------ | ------------------ |
| Aziz Ouhadi            | 100 m            | 10,40 s      | 36      | nicht qualifiziert | nicht qualifiziert | nicht qualifiziert | nicht qualifiziert | nicht qualifiziert | nicht qualifiziert |
| Khalid Idrissi Zougari | 200 m            | 21,24 s      | 41      | nicht qualifiziert | nicht qualifiziert | nicht qualifiziert | nicht qualifiziert | nicht qualifiziert | nicht qualifiziert |
| Amine Laalou           | 800 m            | 1:46,38 min  | 6       |                    |                    | 1:45,27 min        | 5                  | 1:45,66 min        | 5                  |
| Amine Laalou           | 1500 m           | 3:44,75 min  | 33      |                    |                    | 3:36,68 min        | 4                  | 3:37,83 min        | 10                 |
| Abdalaati Iguider      | 1500 m           | 3:42,88 min  | 22      |                    |                    | 3:37,19 min        | 12                 | 3:38,35 min        | 11                 |
| Mohamed Moustaoui      | 1500 m           | 3:37,34 min  | 4       |                    |                    | 3:36,94 min        | 10                 | 3:36,57 min        | 6                  |
| Chakir Boujattaoui     | 5000 m           | 13:23,83 min | 15      |                    |                    |                    |                    | 13:23,05 min       | 11                 |
| Anis Selmouni          | 5000 m           | 13:22,95 min | 8       |                    |                    |                    |                    | 13:44,59 min       | 14                 |
| Adil Annani            | Marathon         |              |         |                    |                    |                    |                    | 2:12:12 h          | 7                  |
| Jaouad Gharib          | Marathon         |              |         |                    |                    |                    |                    | DNS                | DNS                |
| Abderrahim Goumri      | Marathon         |              |         |                    |                    |                    |                    | DNF                | DNF                |
| Rachid Kisri           | Marathon         |              |         |                    |                    |                    |                    | 2:17:01 h          | 26                 |
| Jamel Chatbi1          | 3000 m Hindernis | 8:20,26 min  | 11      |                    |                    |                    |                    | DNS                | DNS                |
| Abdelatif Chemlal      | 3000 m Hindernis | 8:25,68 min  | 17      |                    |                    |                    |                    | nicht qualifiziert | nicht qualifiziert |

1 nachträglich des Dopingvergehens überführt

#### Sprung/Wurf
| Athlet         | Disziplin  | Qualifikation | Qualifikation | Finale     | Finale |
| Athlet         | Disziplin  | Weite/Höhe    | Platz         | Weite/Höhe | Platz  |
| -------------- | ---------- | ------------- | ------------- | ---------- | ------ |
| Yahya Berrabah | Weitsprung | 8,08 m        | 8             | 7,83 m     | 10     |

### Frauen

#### Laufdisziplinen
| Athletin               | Disziplin        | Vorlauf     | Vorlauf | Halbfinale         | Halbfinale         | Finale             | Finale             |
| Athletin               | Disziplin        | Zeit        | Platz   | Zeit               | Platz              | Zeit               | Platz              |
| ---------------------- | ---------------- | ----------- | ------- | ------------------ | ------------------ | ------------------ | ------------------ |
| Hasna Benhassi         | 800 m            | 2:02,83 min | 11      | 2:00,06 min        | 8                  | nicht qualifiziert | nicht qualifiziert |
| Halima Hachlaf         | 800 m            | 2:02,46 min | 5       | DNF                | DNF                | nicht qualifiziert | nicht qualifiziert |
| Siham Hilali           | 1500 m           | 4:10,57 min | 29      | nicht qualifiziert | nicht qualifiziert | nicht qualifiziert | nicht qualifiziert |
| Btissam Lakhouad       | 1500 m           | 4:08,21 min | 8       | 4:08,72 min        | 11                 | nicht qualifiziert | nicht qualifiziert |
| Mariem Alaoui Selsouli | 1500 m           | 4:08,86 min | 16      | 4:10,46 min        | 13                 | DNS                | DNS                |
| Hanane Ouhaddou        | 3000 m Hindernis | 9:35,78 min | 20      |                    |                    | nicht qualifiziert | nicht qualifiziert |